# Tomocichla
Tomocichla es un género de cíclidos nativos de los ríos de movimiento rápido y arroyos en el sur de América Central. Tomocichla antiguamente se incluyó en género Theraps (e incluso antes en Cichlasoma).

## Especies
Hay actualmente tres especie reconocidas en este género:
- Tomocichla asfraci Allgayer, 2002
- Tomocichla sieboldii (Kner, 1863) Cíclido Sieboldii
- Tomocichla tuba (Meek, 1912) CíclidoTuba